# Vecchio (Tavignano)
Der Vecchio ist ein Fluss in Frankreich, der im Département Haute-Corse auf der Insel Korsika verläuft. Sein Quellbach  entspringt unter dem Namen Ruisseau de Fulminato zwischen dem Gipfel Punta dell’ Oriente (2112 m) und dem Pass Col de Vizzavona, im Gemeindegebiet von Vivario. Der Fluss entwässert generell in nordöstlicher Richtung durch den Regionalen Naturpark Korsika und mündet nach rund 24 Kilometern an der Gemeindegrenze von Noceta und Venaco als rechter Nebenfluss in den Tavignano.
In seinem Mittellauf wird das Tal des Vecchio von der Nationalstraße 193 und durch die Bahnlinie von Ajaccio nach Bastia bzw. Calvi genutzt. Knapp nördlich von Vivario überquert das imposante Vecchio-Viadukt das Flusstal.

## Orte am Fluss
- Vizzavona
- Vivario

## Sehenswürdigkeiten und Tourismus
- Vecchio-Viadukt
- Der Vecchio wird mit Kajaks viel befahren und zählt zu den schönsten Wildwasserflüssen Korsikas.